# Laurie Baker (Eishockeyspielerin)
Laurie Baker, gsch. Baker-Mutch, (* 6. November 1976 in Concord, Massachusetts) ist eine ehemalige US-amerikanische Eishockeyspielerin und -trainerin. Baker war von 1997 bis 2002 Mitglied der Frauen-Eishockeynationalmannschaft der Vereinigten Staaten und wurde mit dieser bei den Olympischen Winterspielen 1998 in Nagano Olympiasiegerin.

## Karriere
Baker zog es nach ihrer Highschool-Zeit im Sommer 1995 an Providence College. Dort spielte sie die folgenden zwei Jahre – neben ihrem Studium – für das Universitätsteam in der ECAC Hockey. Gleich in ihrem ersten Jahr erhielt die Stürmerin die Auszeichnung zum Rookie of the Year, nachdem sie 32 Tore erzielt hatte. In ihrem zweiten Jahr ließ sie weitere 43 Tore folgen und verbuchte zudem 28 Torvorlagen in gerade einmal 30 Spielen.
Die Angreiferin verließ daraufhin im Sommer 1997 das College ohne Abschluss und ließ sich vom US-amerikanischen Eishockeyverband USA Hockey verpflichten, nachdem sie zuvor an der Weltmeisterschaft 1997 teilgenommen hatte und dort mit der Frauen-Eishockeynationalmannschaft der Vereinigten Staaten die Silbermedaille gewonnen hatte. Mit dem Team bereitete sich Baker gezielt auf die Olympischen Winterspiele 1998 im japanischen Nagano vor. Beim erstmals ausgetragenen Fraueneishockeyturnier im Rahmen der Winterspiele gewann sie mit der Mannschaft die Goldmedaille. In der Folge bestritt Baker die Weltmeisterschaft 2000, bei der sie eine weitere WM-Silbermedaille gewann. Nach zweijähriger Abstinenz aus dem US-Team erhielt sie zu den Olympischen Winterspielen 2002 im heimischen Salt Lake City erneut einen Platz im Olympiakader und konnte abermals Silber erringen. Im Anschluss daran beendete sie ihre aktive Karriere.
Baker widmete sich daraufhin ihrer Familie und ihrer Trainerausbildung. Zwischen 2008 und 2013 betreute sie das Highschool-Team der Buckingham Browne & Nichols School in Cambridge im Bundesstaat Massachusetts als Cheftrainerin. In der Spielzeit 2013/14 war sie als Assistenztrainerin an der Lawrence Academy in Groton tätig, die sie zwischen 1993 und 1995 bereits als Schülerin besucht hatte.

## Erfolge und Auszeichnungen
- 1997 Silbermedaille bei der Weltmeisterschaft
- 1998 Goldmedaille bei den Olympischen Winterspielen
- 2000 Silbermedaille bei der Weltmeisterschaft
- 2002 Silbermedaille bei den Olympischen Winterspielen